# Enneaden
Enneaden i Heliopolis är i egyptisk mytologi de nio mest betydelsefulla gudarna och gudinnorna. De bestod av fyra generationer gudar, eftersom de bestod av en urgudom, Atum; Atums son och dotter; barnbarn och barnbarnsbarn. 
De nio gudarna i Enneaden var: 
- Atum; urvarelsen;
- Shu, Atums son, luftens gud,
- Tefnut, Atums dotter, fuktens gudinna,
- Geb, Shus och Tefnuts son, jordens gud,
- Nut, Shus och Tefnuts dotter, himmelsens gudinna
- Neftys, Gebs och Nuts dotter, Sets maka,
- Osiris, Gebs och Nuts son, Isis make,
- Isis, Gebs och Nuts dotter, Osiris maka,
- Set, Gebs och Nuts son, Neftys make.

## Galleri

Atum
Shu
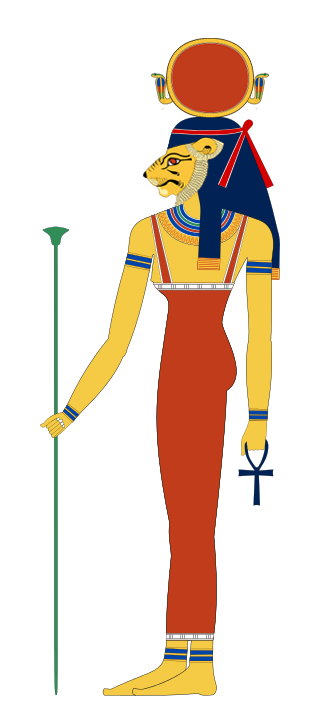
Tefnut
Geb
Nut
Osiris
Isis
Set
Nephthys